# Neira

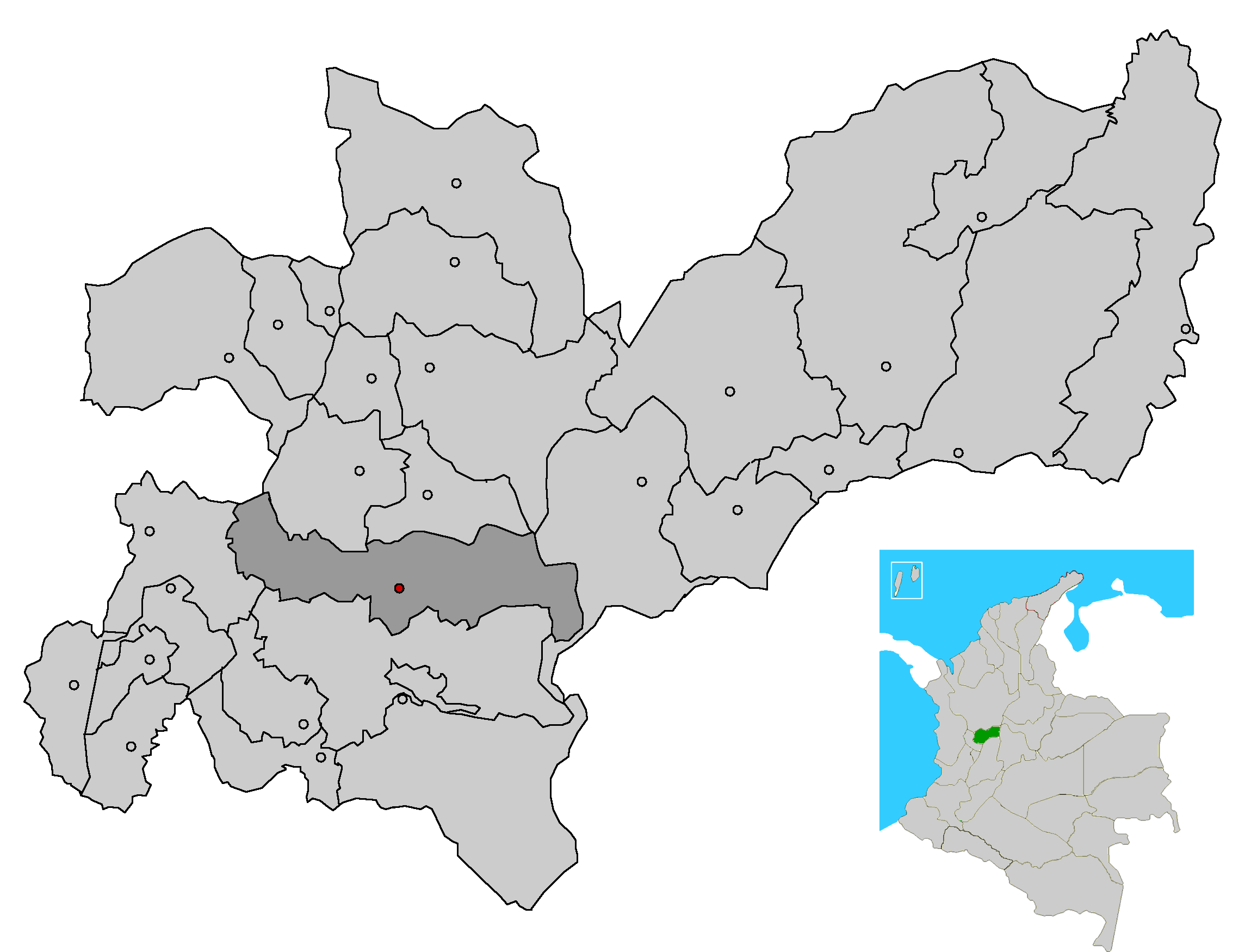
Localização de Neira no departamento de Caldas.

Neira é um município localizado no departamento colombiano de Caldas.